# Erigone dentosa
Erigone dentosa là một loài nhện trong họ Linyphiidae.
Loài này thuộc chi Erigone. Erigone dentosa được Octavius Pickard-Cambridge miêu tả năm 1894.